# Entolomina paludosa
Entolomina paludosa är en svampart som beskrevs av G. Arnaud 1951. Entolomina paludosa ingår i släktet Entolomina och familjen Thelephoraceae.   Inga underarter finns listade i Catalogue of Life.